# ليليا دوغ ألفريدسدوتير
ليليا دوغ ألفريدسدوتير (بالآيسلندية: Lilja Dögg Alfreðsdóttir) هي سياسية آيسلندية من الحزب الإصلاحي ولدت في يوم 4 أكتوبر 1973 في مدينة ريكيافيك في آيسلندا. تشغل حالياً منصب وزيرة التعليم في حكومة كاترين ياكوبسدوتير وسبق لها شغل منصب وزيرة الخارجية من سنة 2016 وحتى سنة 2017 في حكومة سيغموندور دافيد غونلاوغسون.